# ISO 22301
Die ISO 22301 ist eine ISO-Norm für Betriebliches Kontinuitätsmanagement. Sie liegt aktuell in Ausgabe 2019-10 vor und legt Anforderungen an ein Managementsystem fest, das Organisationen dabei unterstützt, sich auf disruptive Ereignisse vorzubereiten, deren Auswirkungen zu minimieren und den Geschäftsbetrieb schnellstmöglich wiederherzustellen.
Die Norm bietet einen strukturierten Rahmen zur Planung, Implementierung, Überwachung und kontinuierlichen Verbesserung eines dokumentierten Systems zur Aufrechterhaltung der Geschäftskontinuität. Sie richtet sich an Organisationen jeder Größe und Branche, die ihre Widerstandsfähigkeit gegenüber Störungen erhöhen möchten.
ISO 22301 ist Teil der ISO-Reihe zu „Sicherheit und Resilienz“ und kann mit anderen Managementsystemnormen kombiniert werden.